# Алькоба, Херардо
Херардо Алькоба Ребольо (исп. Gerardo Alcoba Rebollo; родился 25 ноября 1984 года, Пасо-де-лос-Торос) — уругвайский футболист, выступавший на позиции защитника. В 2008 году провёл два матча за сборную Уругвая.

## Клубная карьера
Алькоба начал карьеру в клубе «Монтевидео Уондерерс». В 2004 году он дебютировал за команду в уругвайской Примере. 24 сентября 2005 года поединке против «Серрито» Бритос забил свой первый гол за клуб. Его уверенная игра привлекла внимание более именитых команд и в 2007 году Херардо перешёл в «Пеньяроль». В 2010 году он стал чемпионом Уругвая. В 2011 году Херардо помог «Пеньяролю» выйти в финал Кубка Либертадорес.
В 2012 году Алькоба перешёл в аргентинский «Колон». 9 марта в матче против «Ньюэллс Олд Бойз» он дебютировал в аргентинской Примере. 14 апреля в поединке против «Эстудиантеса» Херардо забил свой первый гол за «Колон».
Летом 2014 года Алькоба перешёл в эквадорский ЛДУ Кито. 14 августа в матче против «Универсидад Католика» он дебютировал в эквадорской Примере. 2 ноября в поединке против «Эмелека» Херардо забил свой первый гол за новый клуб. В начале 2015 года Алькоба на правах аренды перешёл в мексиканский УНАМ Пумас. 11 января в матче против «Керетаро» он дебютировал в мексиканской Примере. 25 января в поединке против «Толуки» Херардо забил свой первый гол за «Пумас».
В начале 2018 года Алькоба перешёл в «Сантос Лагуна». 8 января в матче против Лобос БУАП он дебютировал за новую команду. В совем дебютном сезоне Херардо стал чемпионом Мексики.

## Международная карьера
20 августа 2008 года в товарищеском матче против сборной Турции Алькоба дебютировал за сборную Уругвая.

## Достижения
Командные
 «Пеньяроль»
- Чемпионат Уругвая по футболу — 2009/2010
- Финалист Кубка Либертадорес — 2011

 «Сантос Лагуна»
- Чемпионат Мексики по футболу — Клаусура 2018